# Universal Soldier (Pastor Troy)
Universal Soldier är ett album av amerikanska rapparen Pastor Troy från 2002. 304,832 av detta album har sålts, enligt en okänd räkning.

## Låtar
1. Intro
2. Universal Soldier
3. Are We Cuttin'
4. If I Wasn't Rappin
5. Who, What, When, Where
6. Tell Em' It's On
7. 4 My Hustlaz
8. Chug-A-Lug
9. You Can't Pimp Me
10. I'm A Raise Me A Soldier
11. Undefeated
12. No Mo Play In GA, Pt. 2
13. If They Kill Me
14. When He Comes
15. Bless America
16. Outro
17. Vica Versa